# MIコミュニケーションズ
株式会社MIコミュニケーションズ（英称:MICommunications Co., Ltd.）は、東京都渋谷区に本社を置く、株式会社フレックスホールディングス傘下の人材派遣会社。旧社名は、株式会社イーエックス・コミュニケーションズ→株式会社ライブドアコミュニケーションズ。当初はライブドアグループ（当時：エッジグループ）におけるコールセンター部門として設立された。

## 沿革
- 2003年3月 - エッジ株式会社（後のライブドア（2代目）→現LDH）の子会社であるイーエックス・マーケティングによる100％出資で株式会社イーエックス・コミュニケーションズとして設立。
- 2005年4月1日 - 親会社イーエックス・マーケティングが同じライブドア子会社のバリュークリックへ合併。親会社と共にライブドアブランド統合の為、当社名を株式会社ライブドアコミュニケーションズに変更、親会社は株式会社ライブドアマーケティングに社名変更。
- 2006年7月18日 - 親会社ライブドアマーケティングがメディアイノベーションと社名変更に伴い、社名を株式会社MIコミュニケーションズに変更。また、親会社と共にライブドアグループを離れる。
- 2007年1月1日 - 親会社であるメディアイノベーションのテレマーケティング事業を会社分割し、自社に承継。
- 2007年9月28日 - 親会社であるメディアイノベーションがフレックスホールディングスに全株式譲渡。
- 2008年11月 - 本社を東京都渋谷区渋谷のNBF渋谷イーストから同区代々木のあいおい損保(現在のあいおいニッセイ同和損保)新宿別館に移転。